# Újpest-központ (Metró Budapest)
Újpest-központ ist die nördliche Endstation der Linie M3 der Metró Budapest und wurde 1990 eröffnet.
Die Station wurde 2017–2019 renoviert und befindet sich im IV. Budapester Bezirk (Újpest).

## Galerie

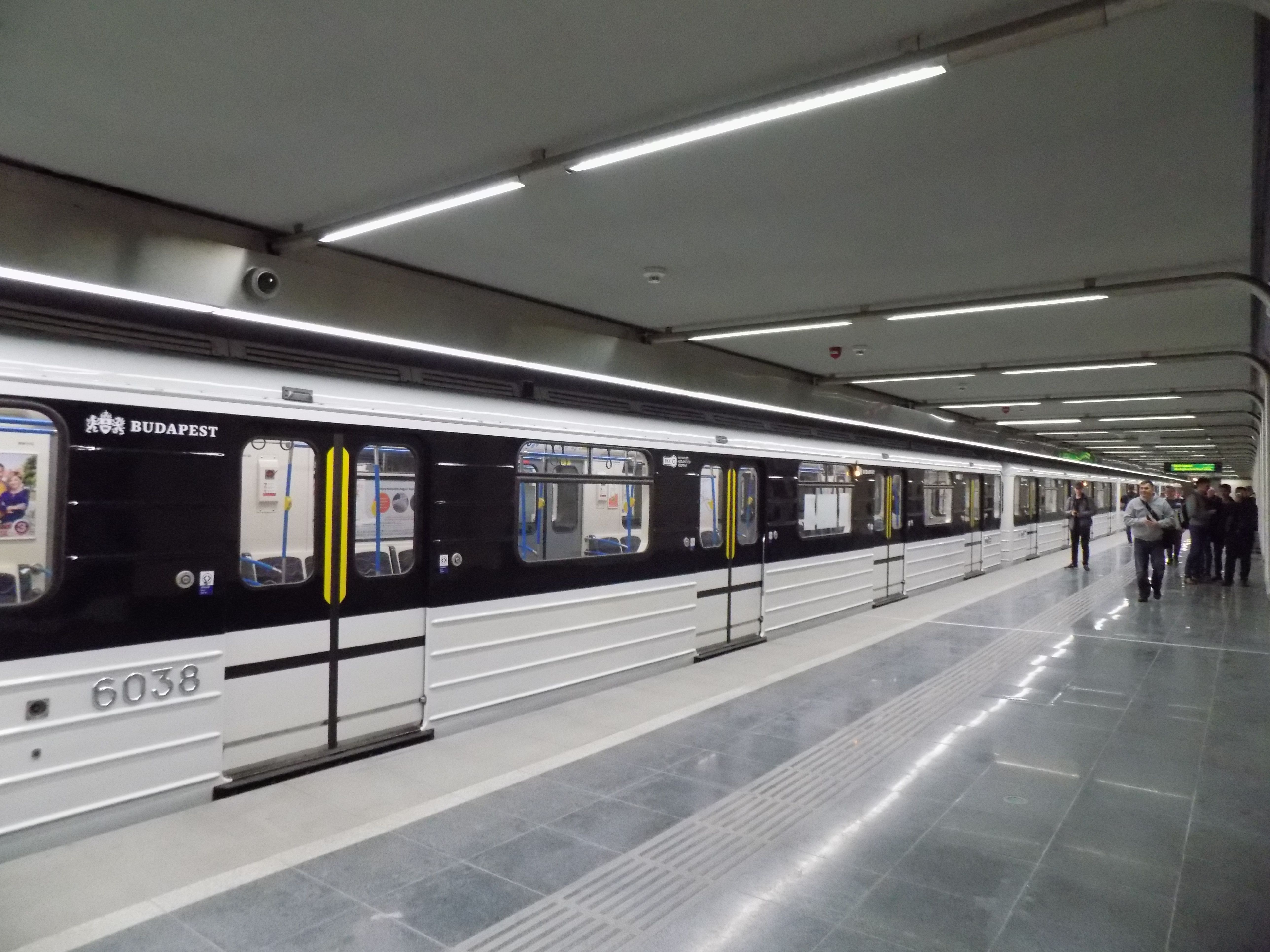
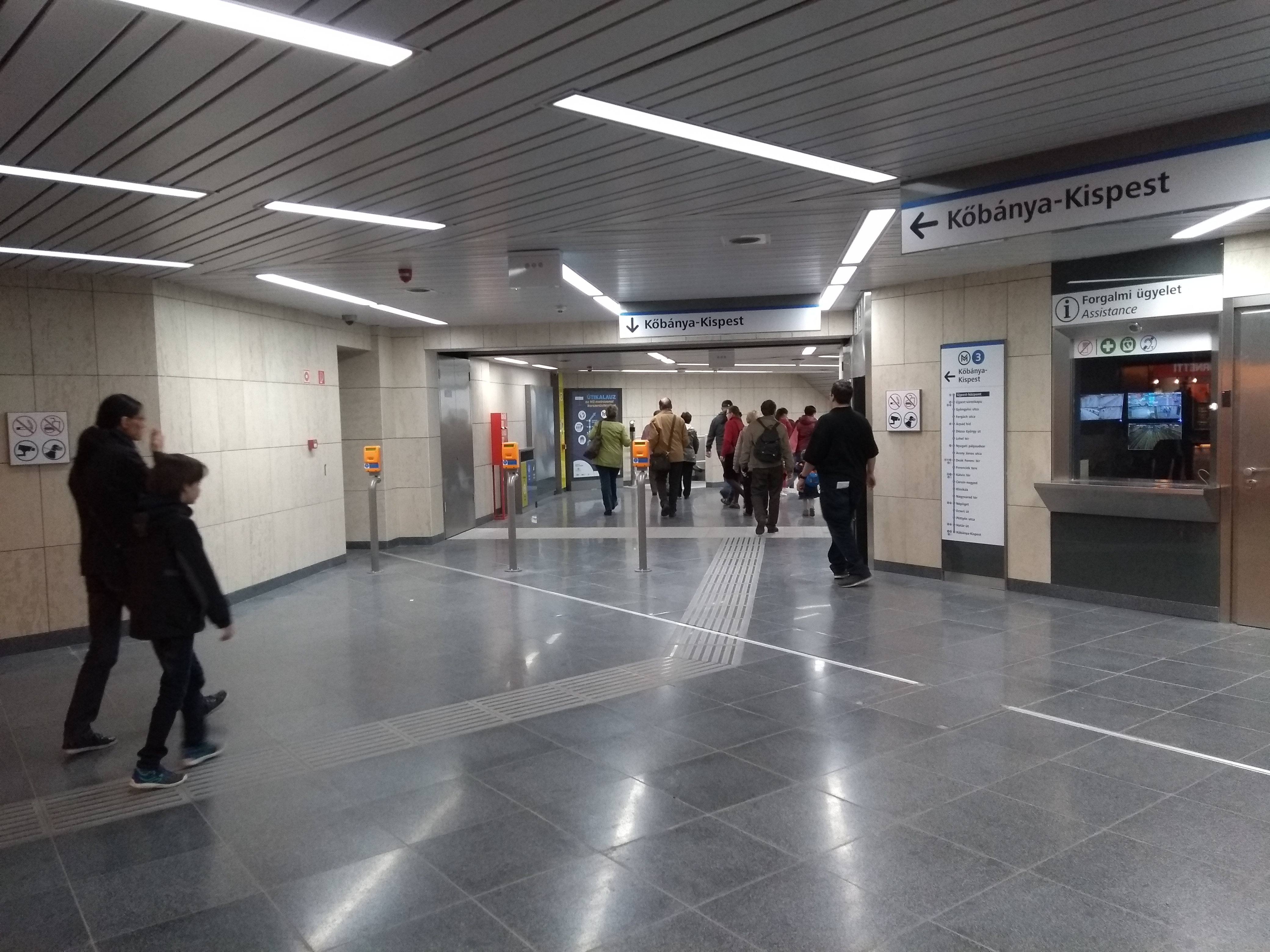
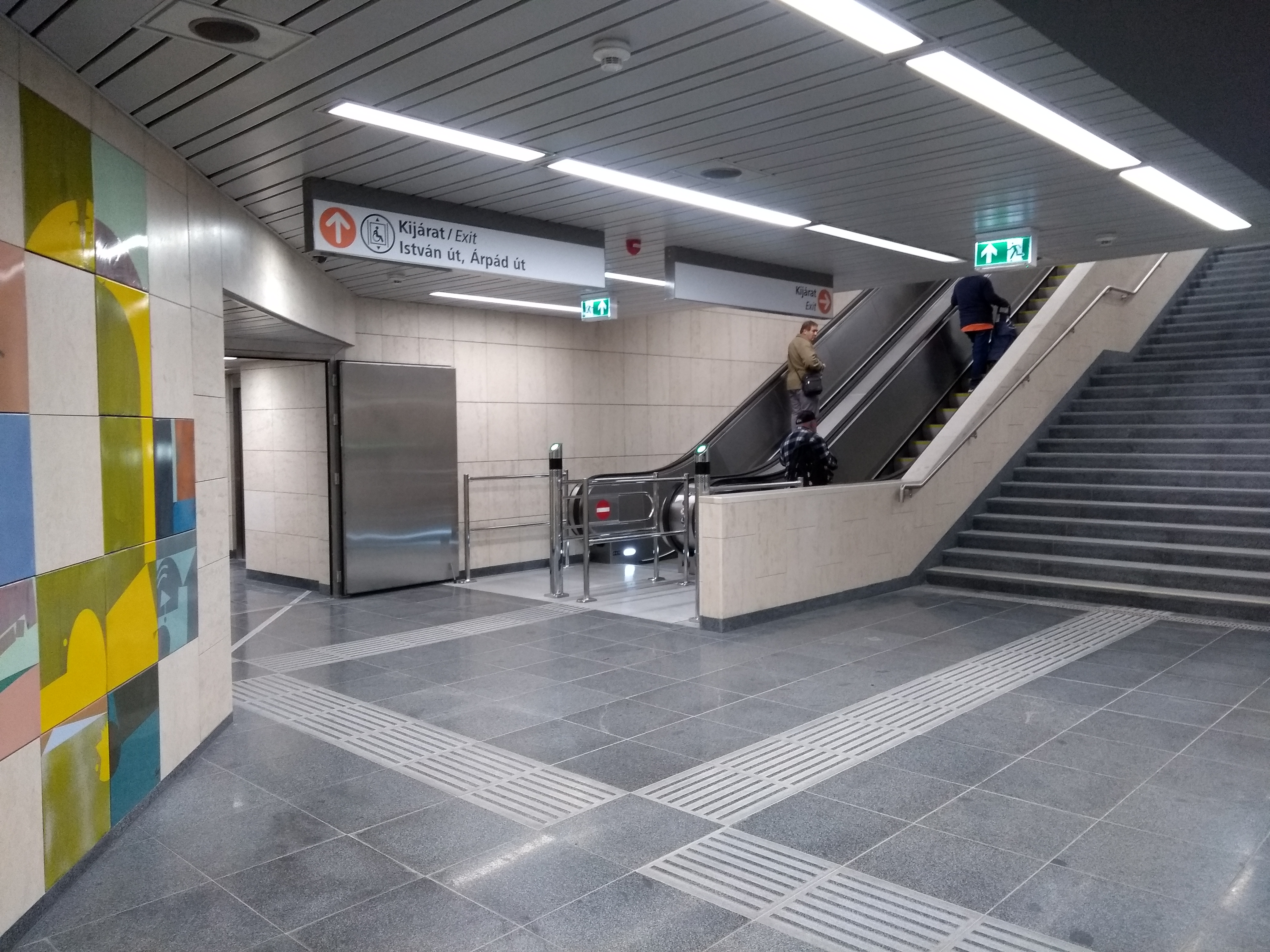

## Verbindungen
- Bus: 25, 30, 30A, 104, 104A, 120, 147, 170, 196, 196A, 204, 220, 230, 270
- Tram: 12, 14
- Volán Regionalbus: 308, 309, 310, 313, 314, 315, 316, 317, 318, 319, 320, 321